# Budniki (okręg uciański)
Budniki (lit. Būdninkai) – wieś na Litwie, w okręgu uciańskim, w rejonie ignalińskim, w gminie Cejkinie.
Dawniej używana nazwa – Budniki Ryzguńskie.

## Historia
W czasach zaborów wieś w gminie Daugieliszki, w powiecie święciańskim, w guberni wileńskiej Imperium Rosyjskiego. W 1866 roku miała 7 dusz rewizyjnych, należała do dóbr skarbowych Dawiliszki. W 1905 roku liczyła 21 mieszkańców, 26 dziesięcin.
W dwudziestoleciu międzywojennym futor leżał w Polsce, w województwie wileńskim, w powiecie święciańskim, w gminie Daugieliszki.
W 1931 w 4 domach zamieszkiwało 26 osób.
Miejscowość należała do parafii rzymskokatolickiej w Daugieliszkach. Podlegała pod Sąd Grodzki w Święcianach i Okręgowy w Wilnie; właściwy urząd pocztowy mieścił się w Ignalinie.